# 언세인 (영화)
《언세인》(영어: Unsane)은 2018년 개봉한 미국의 심리 스릴러 영화이다. 스티븐 소더버그가 감독을, 조너선 번스틴과 제임스 그리어가 각본을 맡았다. 영화 전체 분량이 아이폰 7로 촬영되었다. 2018년 2월 21일 제68회 베를린 국제 영화제에서 전 세계 최초로 상영되었다.

## 줄거리
스토커에게 시달리던 소여는 상담을 받다가 저도 모르는 사이에 양도 증서에 서명을 하고 정신 병원에 수용된다. 동료 환자 네이트는 이 병원에서 그간 이 수법으로 환자 건강보험금을 짜내 돈을 벌다가 지급이 끝나면 환자가 치료된 걸로 처리해 방출해왔다고 알려준다.
스토커 데이비드가 가명을 써서 병원 직원으로 들어온 걸 본 소여는 병원에서 나가려고 하다가 난동으로 간주돼 진정제를 맞는다. 소여는 네이트가 숨겨둔 휴대 전화로 엄마 앤절라에게 간신히 연락하지만 데이비드가 소여에게 메틸페니데이트를 과다 투여해 소여를 정신 이상으로 보이게 만든다.

## 출연진
- 클레어 포이 - 소여 밸런티니 역
- 조슈아 레너드 - 데이비드 스트라인 / 조지 쇼 역
- 제이 페로 - 네이트 호프먼 역
- 주노 템플 - 바이얼릿 역
- 깁슨 프레이저 - 호손 의사 역
- 에이미 멀린스 - 애슐리 브라이터하우스 역
- 에이미 어빙 - 앤절라 밸런티니 역
- 폴리 매키 - 볼스 간호사 역
- 잭 체리 - 데니스 역
- 세라 스타일스 - 질 역
- 맷 데이먼 - 퍼거슨 형사 역
- 라울 카스티요 - 제이컵 역
- 마이크 밈 - 스티브 역
- 콜린 우델 - 마크 역
- 에린 윌헬미

## 기타 제작진
- 총괄 제작: 켄 마이어, 아넌 밀천